# ババール
ババール（Babar）は、フランス人絵本作家ジャン・ド・ブリュノフによって1931年に発表され、彼の死後に息子のローラン・ド・ブリュノフが50冊を書いた絵本シリーズ『ぞうのババール』の主人公であり、架空の象。英語版は"The Story of Babar"といい、1933年にイギリスとアメリカで発表された。
この絵本はジャンの妻・セシルが自らの子供たちのために創作した物語を基にしている。擬人化された象で、服を着て2足歩行をする。腕には指がないが、長い鼻が代わりにものを持つ役割を果たす。
アニメーションのテレビシリーズは、以下の2シリーズが制作された。
- 『ぞうのババール』…ネルバナ社とクリフォード・ロス社により1989年1月3日から1991年6月5日まで65話製作され、2000年に13話が追加された。
- 『ぞうのババール 〜バドゥのだいぼうけん〜』…2010年度にネルバナ社とチームTOが中心となって制作された。

## 物語の概要
ババールは最愛の母をハンターにより虐殺され、ジャングルから逃げてパリへ行き、老婦人と友達になる。その老婦人はババールに服を買い与え、彼を学校に通わせる。だが、平和に暮らしていくうちにババールは故郷を思い出すようになる。
ババールが象の国に戻ると、象の国王が毒キノコにより死亡していた。象の評議会はババールがフランスの教育を受け、新しい国王になるために適当であると認める。ババールは象の国王になり、いとこのセレステと結婚し、セレステ村を起こす。
明るい緑のスーツを着るのが好きなババールは西洋文明（フランス形式）を仲間の象たちにもたらし、象たちはすぐに西洋の服装を着るようになる。
家族は妻のセレステと彼らの三つ子の子供たち（ポム、フローラ、アレキサンダー）。後に次女（イザベル）が登場。
ババールの他の仲間は、セレステの弟で、ババールの義理の弟であるアルチュール、年寄り象で顧問のコーネリアス、儀礼局大臣の（テレビシリーズのために作られた）ポンパドゥール、猿のゼフィールがいる。
後にババールの世話をした老婦人は国賓として象の国に受け入れられる。
カウンセラーたちの存在がありながら、ババールは王として組織から独立し、独裁的であるが彼の『穏やかな権威主義』の形のリーダーシップは国民にとって全体的に利益をもたらす。
ババールは象の国の西洋化の他、ラタクセス王により好戦的なサイの国と戦うこととなる。

## 批評
一部の作家、特にハーバートR.コールとビビアン・ペーリーは、表面的に楽しいけれども物語が政治的に、そして道徳的に不快で、植民地主義を正当化する話と捉えることができると主張した。
他には初期の本で記述されるフランスの文明が第一次世界大戦によってすでに崩壊し、そして本は当初1914年より前のフランスに対するノスタルジアであるとの主張もあった。

## 音楽物語
フランシス・プーランクが1945年にピアノと語り手のための音楽物語『小象ババールの物語』として作曲している。

## アニメ
『ぞうのババール』
1989年1月3日〜1991年6月5日 全65話。
以下『ババール』と略。カートゥーン ネットワークで放映されている。オープニングは夜も更けた頃にババール一家がリビングに集まり、ババールが本を読み聞かせるというもの。その流れの通り、シーズン2まではババールの回想による過去のエピソードがメインであり、ババールの子供達が何かしらの問題を抱える→ババールが少年時代の出来事を聞かせる→子供達がそれを教訓に問題を乗り越える。という展開を基本としていた。シーズン2終盤には少年時代ではなく少し前の時期を回想するエピソードもあったが、いずれにせよ過去の回想が主体であった。第28話「しんぶんをつくろう」（シーズン3第2話）からは回想ではなく現在のエピソードとなっている。
『ぞうのババール・ザ・ムービー』
1989年7月に公開された映画版（日本公開 1991年12月21日）。前述した「好戦的なサイの国と戦う」というのが主なあらすじ。
絵柄は『ババール』と同じ2D風だが、キャラクター名は（『バドゥ』同様に）『ババール』のTVシリーズからは変更されている。
『ぞうのババール 〜バドゥのだいぼうけん〜』
以下『バドゥ』と略。
『ババール』の続編であり、ババールの孫のバドゥが主人公である。なお、本作品は3D風になっている。ディズニー・チャンネルで放映後、専門チャンネルのディズニージュニアで2014年7月21日から放送中。

### 『ババール』キャラクター
名前が2つ書かれているキャラクターは、TVシリーズ/映画版の順。
ババール王
声 - 有本欽隆、玄田哲章（Eテレ版）/佐々木功（映画版）
本作の主人公。ゾウの王国、セレステビルの国王。
温厚で優しく、王国を取りまとめるしっかり者。緑色のスーツが特徴。
子供の頃に王様に任命され、セレステビルを作り上げてきた努力家。
現在は妻のセレステと、ポム、フローラ、アレクサンドルの3人の子供と一緒に暮らしている。
隣国のサイの王様ラタックスとは仲が悪く、会えば言い合いになるが、お互いの国のために協力し、何度も助け合ってきている。
幼い頃ハンターに母親を銃で射殺され、その後ゾウの群れと離れ一人街へ迷い込む。その街（パリ）で出会ったおばあさんに人間の暮らしを教えてもらう。しばらくの月日が流れ、友達のセレステとアーサーに出会い、未だハンターがゾウたちを襲っていることを知り、森に戻る。そこでババールがハンターを追い返したことがきっかけでゾウの国の王様となった。
アニメでは街へ行く経緯がやや異なっている。母がそうしたようにハンターから仲間を逃すために自ら囮になり、ハンターを撃退することには成功したもののその所為で仲間とはぐれて街に辿り着く。人間の常識を知らなかったためにトラブルを起こし、八百屋に損害を与えた罪で裁判（罰金30ドルか禁固30日）に掛けられていた所をおばあさんに助けられた。
子供時代から様々な出来事を経験しており、国民に尊敬される王であると同時に、自身の豊富な人生経験を子供達に語りつつその成長を見守る良き父親である一方、現在においても厄介なトラブルに巻き込まれたり不可思議な現象に見舞われる事もしばしばある。
ババール（子供時代）
声 - 三田ゆう子→久川綾（アニマックス）、くまいもとこ（Eテレ版）/藤田淑子（映画版）
ババールが語る過去のエピソードで登場であり、少年時代のババール。子供ながら王としての自覚を持ち、良き国を作るべく奮闘している。しかし子供故の失敗も多く、為政者としても様々な課題に直面するが、それら試練を乗り越えて成長していく。この時の出来事が教訓として現在のババールに語られる。常に臣下や友人の気持ちを慮り、時にはその板挟みに苦悩するほどの優しさを持つ一方、ラタックスなど不逞な相手に対しては強硬な態度を貫く事も少なくない。
セレステ/セレスト王妃
声 - 芝夏美、兵藤まこ（Eテレ版）/日髙のり子（映画版）
ババールとは幼い頃からの友達だったが、後に結婚した。
原作では「セレスト」と呼ばれている。
街の名前「セレステビル(Celesteville)」は彼女の名前から来ている。
間違った事は間違っている、とはっきり言わないと気が済まないしっかり者。
セレステ/セレスト（子供時代）
声 - 池本小百合→榎本温子（アニマックス）
過去のエピソードにて登場する、少女時代のセレステ。現在に比べて活発な面を持つ。
アーサー/アルチュール
声 - 喜多川拓郎→小野大輔（アニマックス）、保志総一朗（ババール～ぞうの国の王様～）/坂本千夏（映画版）
セレステの弟でババールとは幼い頃からの友達であり、ポムやフローラ、アレクサンダーたちの叔父に当たる。
現在は冒険家として世界を回っており、ババールの子供達にも慕われている。しかし事実を大袈裟に誇張して話して子供に変な影響も与えるため、ババールに苦言を程されることも。
ゼフィアと仲が良い。
アーサー/アルチュール（子供時代）
声 - 津賀有子→阪口大助（アニマックス）
過去のエピソードにて登場する、少年時代のアーサー。当時から好奇心旺盛で、時にはそれが厄介事を招いたことも。
ポム
声 - 柴田由美子→広橋涼（アニマックス）、福島おりね（Eテレ版）
ババールの3つ子のうちの長男。現在のエピソードでは主役になるケースも多い。
『バドゥ』では、主人公バドゥの父親になっている。
フローラ
声 - 荒木香恵→小島幸子（アニマックス）、豊口めぐみ（Eテレ版）
ババールの3つ子のうちの長女。ポムの妹。
アレクサンダー
声 - 南央美→小林沙苗（アニマックス）、宮田幸季（Eテレ版）
ババールの3つ子のうちの次男。ポムとフローラの弟。
イザベル
声 - 三浦雅子、くまいもとこ（Eテレ版）
ババールの次女で、3つ子の共通の妹。
コーネリアス/コルネリウス
声 - 藤本譲→遊佐浩二（アニマックス）/八奈見乗児（映画版）
ババールの友達および王室顧問。
ババールを王様に任命したゾウで、親を失ったババールを育て、王様になってからも助言や忠告をしてくれる父親のような存在。
老齢であり、少し忘れっぽい。
ポンパドゥール
声 - 峰恵研→石田彰（アニマックス）/はせさん治（映画版）
ババールの友達および王室儀礼局大臣。
アニメオリジナルキャラクター。
名前の通り、髪型はポンパドール（前髪を高くしたスタイルロールケーキまたは巻物を巻いている途中のような髪型）。実はカツラ。
コーネリアスと一緒にババールをサポートしていて、神経質で心配性。口うるさい面もあり、「それは素晴らしいアイデアですな。しかし一言申し上げると…」とババールの案に対して明け透けに意見や反論、駄目出しを述べる事も多い。
宮殿のシャンデリアのデザインをした事がある。
トロバドール
アニメオリジナルキャラクター。
ポンパドールのアシスタントで、子供のように背が小さく、無口。大きな丸いメガネを掛けている。
基本的に喋らないが第25話でババールの指示に対して返事するなど、喋れない訳ではない。
ババールの父親
先代のゾウ一族の王。本名不詳。
ババールが生まれて間もない時にハンターに急襲され、住んでいたジャングルから一族総出で逃亡した。その途中にババールは群れとはぐれてしまい、第3話で再会する。しかし対ハンターの軍議の最中、摘んでいた道端のキノコが実は毒キノコだったために急逝する。
後に第38話にて霊体としてババールの前に現れた。
絵本『ぞうのババール』では血縁関係は示されず、単に「おうさま」扱い。
ババールの母親
先代のゾウ一族の王妃。本名不詳。
絵本ではババールとの散歩中にハンターから銃殺されてしまう。アニメでは夫などとともに逃亡する途中でハンターに狙われ、ババール達を逃すべく自ら囮となり、何度も撃たれながらもハンターを追い返して力尽きた。
ゼフィア/ゼフィール
声 - 田中亮一、龍田直樹（Eテレ版）/中尾隆聖（映画版）
原作では「ゼフィール」と呼ばれている。
ババールの親友のサル。『バドゥ』ではチクの父親。
いたずら好きで自由気ままなお調子者で、赤いベレー帽をかぶっている。
ババールの悩みに対してしばしばアイデアを出すも、大抵は上手くいかない。
セレステビルでアイスクリーム屋を開いている。
ラタックス/ラタクセス王
声 - 青森伸
原作では「ラタクセス」と呼ばれている。
サイの国の国王。『ババールのしんこんりょこう』でアルチュールからいたずらをされたのが原因でゾウの国と戦争を起こす。
短気で自分勝手。自分の利益のためなら何でもする。ゾウの国に敵対心を持ち、ババールのやる事なす事を妨害したり、自分の手柄として奪い取ろうとする。
しかしババールと同じように、自分がリーダーになって、一から国を作り上げてきた努力家でもある。悪事を働く際も家来任せにせず自ら行う。しかしその所為で、王でありながら泥棒まがいの悪事を働いて捕縛された事もある。
独裁的ではありながらも、国をまとめる力を持っていて、自国の住民からは支持されている。
ババールとは何度も敵対する犬猿の仲ではあるが、有事には手を組む事も厭わず、共に危機を乗り越えた事も少なくない。
ラタックス/ラタクセス王妃
声 - 片岡富枝
ラタックスの妻。
非常に我儘で、いつもラタックスを振り回している。ラタックスが唯一頭が上がらない相手。
しかし稀に良識の持ち主である事をうかがわせる一面も見せる。
バジル
声 - 朝戸鉄也
アニメオリジナルキャラクター。
ラタックス王の王室顧問。ラタックスの計画に全力で協力し、命令にも従う。
少し間の抜けたところがある一方で、契約書の処理や書類の整理などを1人でこなす。
体が強く、健康であることが一番の自慢。
老婦人/おばあさん
声 - 矢野陽子、弘中くみ子（ババール～ぞうの国の王様～）
ババールの育ての親ともいえる女性で、彼女のことをババールは「おばさま」、コーネリアスやポンパドールは「マダム」と呼んでいる。
かつて看護師をしていた事から、ケガをしたゾウを治療をすることもある。
今はセレステビルにある小さな家に住んでいる。
この作品で数少ない人間のキャラクター。
ハンター
森の動物を殺して回っているハンター。ババールにとっては母の仇でもある。執念深く、何度撃退されても執拗にババール達の命を狙う。
やがて大勢の仲間と共に森を襲撃し、遂には森に火を放つという暴挙に及ぶ。しかし自分たちのキャンプにも火が燃え移り、仲間にも見捨てられ、それでも森の動物を全滅させると叫び続けるがそのまま焼死するという因果応報の最期を遂げる。

### 『ババール』サブタイトル一覧
1. ババールの　たびだち
2. ババール　まちへいく
3. おうさま　ババール！
4. まちを　つくろう！
5. ハンターを　やっつけろ！
6. どっちを　えらぶ？
7. つきまで　きょうそう！
8. かぞくといっしょが　いいね
9. ともだち　レジナルド
10. わがままな　バレリーナ
11. デュエット　できるかな？
12. きえた　おうかん
13. おんがくホールの　ひみつ
14. すてきな　プレゼント
15. がっこうへ　いこう！
16. どっちの　みかた？
17. みずうみを　まもれ！
18. ぞうと　さいの　てつどう
19. ほんとうの　ともだち
20. じてんしゃ　きょうそう
21. がまんは　だいじ
22. ゆうかいはんは　だれ？
23. いたずら　ゼフィア
24. ポムの　かいぶつたいじ
25. かいぶつ　コンガのしま
26. あらしの　おもいで
27. フローラの　いえで
28. しんぶんを　つくろう
29. イザベルの　かくれんぼ
30. まほうの　くすり
31. すてきな　おとうさん
32. アルチュールおじさんと　かいぞく
33. ひみつの　トンネル
34. コインのやくそく
35. おうさま　ラタックス
36. かわいい　いもうと
37. あおうみへびの　おやこ
38. のんびり　いこう！
39. みんなの　たからもの
40. こどもたちの　しゅくだい
41. なんでも　しょうじきに
42. UFOが　せめてくる！？
43. ババール、パリへむかう
44. じぶんで　きめよう

### 『バドゥ』キャラクター
以下の5名は『ババール』TVシリーズと名前が少し違う。
セレスト王妃＝『ババール』セレステ王妃
コルネリウス＝『ババール』コーネリアス
ゼフィール＝『ババール』ゼファー
ラタクセス王＝『ババール』ラタックス王
ラタクセス王妃＝『ババール』ラタックス王妃
バドゥ
声 - 芹亜希子
主人公で、ゾウの国（＝セレストビル）の王子。
チク
声 - 下釜千昌
バドゥの友達で、サルの女の子。
ジェイク
声 - 中上育実
キツネの男の子。
各地を放浪しているうちにバドゥと出会い、友達になるとともにゾウの国に定住する。
ザワディ
声 - 上田茜
バドゥの友達で、シマウマの女の子。
マンロー
声 - 沖田愛
バドゥの友達で、ヤマアラシの男の子。
ババール王
声 - 石井隆夫
ゾウの国の国王で、バドゥの祖父。
セレスト王妃
声 - 華村りこ
ババール王の妻で、バドゥの祖母。
ポム
声 - IKKAN
バドゥの父親にしてババールの長男。なぜか普通のゾウ（建築家）として描かれ、作品中にほとんど出てこない。
彼の弟と2人の妹（バドゥから見て叔父・叔母たち）であるフローラ、アレクサンダー、イザベルも同様。
ペリウィンクル
ポムの妻で、バドゥの母親。夫以上に登場回数が少ない。
コルネリウス
声 - 永井寛孝
『ババール』では黒縁メガネをかけていたが、今作では赤縁に変更されている。
ポンパドゥール
ゼフィール
チクの父親。幼少時から引き続いて赤いベレー帽を被っている。
クロコディルス
声 - IKKAN
ワニの大使。非常に腹黒い性格ゆえに、マンローにはとても嫌われている。
ディラシュ
声 - 加藤拓二
クロコディルスの甥で、ターシュの従兄弟。
ターシュ
声 - 落合佑介
クロコディルスの甥。叔父と違って優しい性格で、バドゥたちと時々遊んでいる。
ストリッチ先生
声 - 雨蘭咲木子
バドゥたちの先生でダチョウ（但し現実世界での学校教師よりは家庭教師または私塾に近いようである）。
ダンスが得意。
ラタクセス王
声 - 永井寛孝
サイの国の国王。
ラタクセス王妃
声 - 雨蘭咲木子
ラタクセス王の妻。本名不詳。
『ババール』より言動が少々荒っぽくなっている模様。
ルーディー
声 - 中上育実
ラタクセス王夫妻の孫。バドゥとはあまり仲が良くない。
ダンディ・アンディ
声 - IKKAN
セレストビル郊外のサバンナに住むライオン一族の長。
スリーク
声 - RICO
雌の黒豹。この作品中で最も凶暴で、しばしばセレストビルの住人を襲撃する。
プロスペロ
声 - 永井寛孝
水牛の山賊。以前ババールによって追放処分にされたが、最近またセレストビルに戻ってきた。

### 『バドゥ』サブタイトル一覧
1. なぞのスパイ / くしゃみびょう
2. バドゥのダンス / ひみつの　にわ
3. おもいでパーティー / クサーイ！
4. はなのラッパ / セレストビルのおんがくたい
5. ききゅうの　ぼうけん / あめふりキャンプ
6. まねっこ / カバヒーロー
7. いとこのルル / チョコレートとバナナのスープ
8. ハリネーター / トリュフのかおり
9. チクの　はつめい / ひこうせんダービー
10. しぜんの　なかで / スーツケースだいさくせん
11. かいぞくの　たからばこ / みんなの　あそびば
12. ジェイクと　おうさまのほん / くろはなと　まほうのいし
13. モンキー・キャンプ / ゆうじょうのメダル
14. ほんとうのゆうき / せんせいのミュージカル
15. ボブ / ジャングルのわるもの
16. はなのちから / シマウマのたたかい
17. きえたルビー / ダンディ・アンディ
18. シャトルボンたいかい / バナナぶとうかい
19. ゆうこうのひ / あたらしい　ともだち
20. おもちゃのひこうせん / ボールとしょうぞうが
21. きえたココナツ / ぼうけんか
22. きょうりゅうのたまご / かぜのたに
23. スニーカーをさがして / ジャングルのたからさがし
24. ジェイクのたんじょうび / マンローのゆめ
25. たそがれをさがせ！ / イタズラはだれ？
26. つきとほしとたいよう / ガックスのきんこう
27. レスキューせんし　ゴーゴーゴー！ / くろはなの　たからもの
28. ひみつのトンネル / コルネリウスのぼうけん
29. そらのワニ　ターシュ / ワニのわるだくみ
30. おとなの　しるし / うたの　つえ
31. ビュンビュンマシン / みんなが　しゅやく
32. レスキューせんし　だいかつやく！ / うたうコガネムシ
33. うたの　たからさがし / モンスターの　もり
34. においパトロール / くろはなの　かくれが